# Can Pascal
Can Pascal és una obra de Fontanilles (Baix Empordà) inclosa a l'Inventari del Patrimoni Arquitectònic de Catalunya.

## Descripció
Habitatge unifamiliar aïllada dins el conjunt del nucli del poble.
Està construïda amb pedra i morter de calç pel que fa les estructures portants, amb inclusions de petites peces ceràmiques, mentre la coberta, que és a dues aigües està feta amb teula àrab.
Hi ha un cobert adossat a una façana lateral.

## Història
Ha estat restaurada no fa gaire, i ara serveix com a segona residència d'algun estiuejant.